# Jasza (Buddha tanítványa)
Jasza Gautama Buddha tanítványa volt az i. e. 6. században, a buddhista szerzetesek közösségének (Szangha) a hatodik bhikkhuja, aki hatodikként érte el az arhat tudatszintet (megvilágosodott).
Jasza Váránaszi városban nevelkedett gazdag család sarjaként. A családi otthonában hemzsegtek a szolgák, a zenészek, a táncosok, hogy biztosított legyen a folyamatos szórakozás. Jasza megelégelte ezt a fajta világi életet és elhagyta a családi birtokot és Iszipatana felé vette az irányt. Összetalálkozott Buddhával, aki tartott neki egy dharma előadást a valóságról, amelynek hatására Jasza azonnal elérte az arhatsághoz vezető út első szintjét (szotápanna).
Buddha a nagylelkűségről (dána), a fegyelemről (síla), a buddhista kozmológiáról (szagga), az érzékszervi örömök okozta szenvedésekről (kamadinava), a lemondás erényeiről (nekkhammanisamsa) és a négy nemes igazságról beszélt neki. Jasza apja a fia felkutatására indult. Elért Buddhához, aki neki is tartott egy dharma beszédet, amelynek hatására az apa menedéket vett a három drágaságban (Buddha, dharma, szangha). A közelben lévő Jasza is hallotta a beszédet, amelynek hatására elérte az arhat szintet és belépett a Szanghába.
Amikor Buddha és az első hat arhat tudatszintet elért tanítványa meglátogatta Jasza korábbi otthonába, Jasza anyja, korábbi felesége és négy legközelebbi barátja (Vimala, Szubahu, Punnadzsi és Gavampati) is úgy döntöttek, hogy belépnek a szerzetesi közösségbe és mindnyájan elérték a megvilágosodást. Később Jasza baráti köréből még ötvenen beálltak a közösségbe és szintén elérték az arhat szintet. Ezzel az arhatok száma már hatvanra nőtt.